# Sonnenberg (Kriens)
Der Sonnenberg ist ein Wander- und Erholungsgebiet im Schweizer Kanton Luzern zwischen Kriens und Luzern. Der höchste Punkt ist unbenannt und liegt auf einer Höhe von ungefähr 800 m ü. M. am westlichen Ende des Sonnenbergs. Der höchste trigonometrische Punkt befindet sich auf der zentralen, Chrüzhöchi genannten Wiesenkuppe auf 775,7 m ü. M.

## Sportmöglichkeiten
Für Spaziergänger und Wanderer bieten sich mehrere leichte Wanderrouten an. Für Sportler steht ein Vita-Parcours zur Verfügung. Biker finden am unteren Sonnenberg Asphaltstrassen und weiter oben meist gute Schotterwege.

## Historische Bergbahn
Im Jahre 1902 nahm die Sonnenbergbahn (KSB) in Kriens ihren Betrieb auf. Bis heute (Stand 2011) ist die nicht ganzjährig verkehrende Standseilbahn in ihrem ursprünglichen Zustand erhalten geblieben.

## Wasserreservoir
Im Sonnenberg befinden sich mehrere Wasserreservoirs für die Versorgung der Stadt Luzern und Umgebung mit Trinkwasser. Die Wasserspeicher werden mit Quellwasser aus der Pilatus-Region gespiesen.

## Geologie
Der Sonnenberg gehört zur Oberen Meeresmolasse (Burdigalium) und besteht zur Hauptsache aus Sandstein und Mergel, die in einem Flachmeer gebildet wurden. Bei der Entstehung dieser Gesteine herrschte in der Gegend von Luzern ein feuchtes und subtropisches Klima. Organisches Material wurde zusammengeschwemmt, versenkt und unter Einwirkung von Druck und Temperatur und gleichzeitigem Luftabschluss in Braunkohle umgewandelt. Bedingt durch die letzte Bewegungsphase der Alpenfaltung gelangten die Kohlenflöze in ihre heutige beinahe vertikale Lage. Sie wurden zudem gestaucht, gequetscht und verzerrt. Es kann ein Nord- und ein Südflöz unterschieden werden. Das Südflöz erstreckt sich über Luzern bis zum Dietschiberg, wohingegen das Nordflöz nördlich der Kreuzhöhe nicht mehr aufgefunden wurde. Die Mächtigkeit der kohleführenden Schichten beträgt normalerweise 20 bis 60 cm, maximal unter der Kreuzhöhe etwas mehr als einen Meter. An der Strasse zwischen dem Obernau und dem Renggloch lassen sich zahlreiche kleinere und grössere ehemalige Steinbrüche erkennen. Der Obernauer Sandstein wurde vorwiegend für den Hausbau gebrochen. Auch die Pauluskirche in Luzern wurde mit ihm erbaut.

## Steinkohlebergwerk
In den dreissiger Jahren des 19. Jahrhunderts wurde auf dem Sonnenberg Steinkohle entdeckt, und ab dem März 1839 begann der kommerzielle Abbau mit unterschiedlichem Erfolg und Intensität. Besonders während der beiden Weltkriege wurde der Abbau intensiviert. Bereits während des Ersten Weltkrieges wurden von der Firma Gustav Weinmann zahlreiche Stollen in den Berg getrieben und in 10-Stunden-Schichten von 40–50 Knappen knapp 8000 Tonnen Steinkohle minderer Qualität abgebaut.
Während des Zweiten Weltkrieges wurde von der Fuga AG Luzern mit einer Gesamtproduktion von über 20'000 Tonnen ein bedeutender Beitrag zur Kohlenversorgung der Schweiz geleistet. Zu den Hauptabnehmern der Sonnenbergkohle gehörten Industriebetriebe der Region wie die Eisenwerke von Moos, die Papierfabrik Perlen, die Krienser Firmen Spinnerei Schappe und die Maschinenfabrik Bell.

## Tunnel und Zivilschutzanlage
Unter dem östlichen Teil des Bergs im Bereich Gigeliwald, Gütschwald und Gütsch führt der Sonnenbergtunnel durch den Berg. Durch diesen verläuft die Autobahn A2. Weiterhin befindet sich dort die ehemalige Zivilschutzanlage Sonnenberg, die eine der grössten Zivilschutzanlagen der Welt war.

## Bilder

Sonnenberg